# Sfântul Ilie

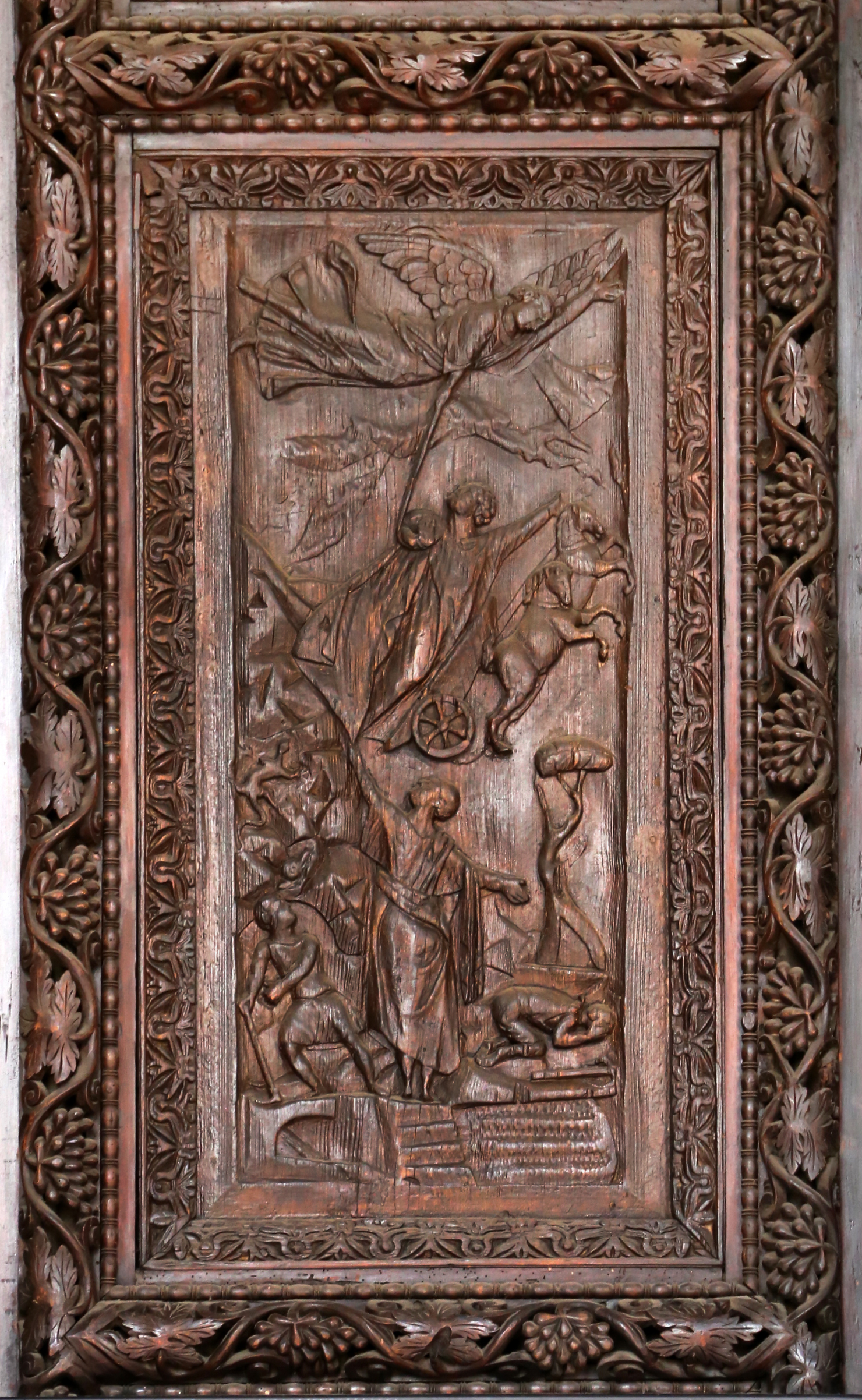
Ridicarea Sf. Ilie la cer, sculptură în lemn, sec. al V-lea, poarta Bazilicii Santa Sabina din Roma

Ilie (în ebraică אֵלִיָּהוּ, Elijahu, în trad. „Dumnezeul meu este Jahve", în greacă și latină Hλίας respectiv Elias, în arabă إِلْيَاس, Iliās) (sec. al X-lea a. Chr.) a fost un proroc evreu, menționat în Cartea a treia a Regilor, cap. 17-20, din Vechiul Testament. Numele Ilie (alternativ Elie) în limba română provine de la numele ebraic Eliyahu (Eliiah), ceea ce înseamnă „Dumnezeul meu (Eli) este YHWH”.
În sinaxare este pomenit pe 20 iulie. Apoziția «ὁ Θεσβαίος» (ho Thesbaios) din Septuaginta este redată în limba română prin «Tesviteanul», «Tesbiteanul», «Tișbitul» (HaTișbi în ebraică, după localitatea Tișbe), pentru a-l deosebi de celelate trei persoane din Vechiul Testament cu numele de Ilie.
Este considerat profet în toate cele trei religii abrahamice, și alături de patriarhul Enoh este singurul om care încă nu a murit, conform teologiei și pseudoistoriei, deci conform pseudoistoricilor nu i se pot pune o dată și un loc ale decesului. Din punct de vedere istoric, Ilie a murit circa 850-849 î.Hr. Alți istorici și teologi confirmă faptul că Ilie a murit, ei văd ideea că Ilie a fost ridicat la cer drept o metaforă poetică. Exegetul medieval Radak⁠(en)[traduceți] era de părere că Enoh și Ilie au murit ca orice alți oameni obișnuiți, chiar dacă au reînviat în Grădina Edenului.
Savanții interpretează ridicarea la cer a lui Ilie drept mit al ascensiunii și simbol al morții.

## Viața
Cea mai mare luptă a vieții sale a fost cu regele israelit Ahab și cu a lui nelegiuită nevastă Izabela, căci, din cauza ei, Ahab se închina idolilor, întorcând astfel și poporul de la slujirea lui Dumnezeu și făcându-l să se închine la lucruri. În afară de aceasta, Izabela, care era feniciană, l-a mai determinat pe bărbatul ei să ridice și un templu idolului Baal, căruia i-a dat o mulțime de preoți slujitori.
A activat în Regatul de Nord, în timpul regelui Ahab. Acesta s-a căsătorit cu o principesă păgână, Isabela, care l-a ademenit și pe el să cadă în idolatrie; lipsa de pioșenie și depravarea predecesorilor săi ajunse la culme. Încurajat de soția sa, respingătoarea Izabel, el îi persecuta pe Proroci și pe toți oamenii rămași credincioși lui Dumnezeu și se închina idolilor Baal și Astarte.

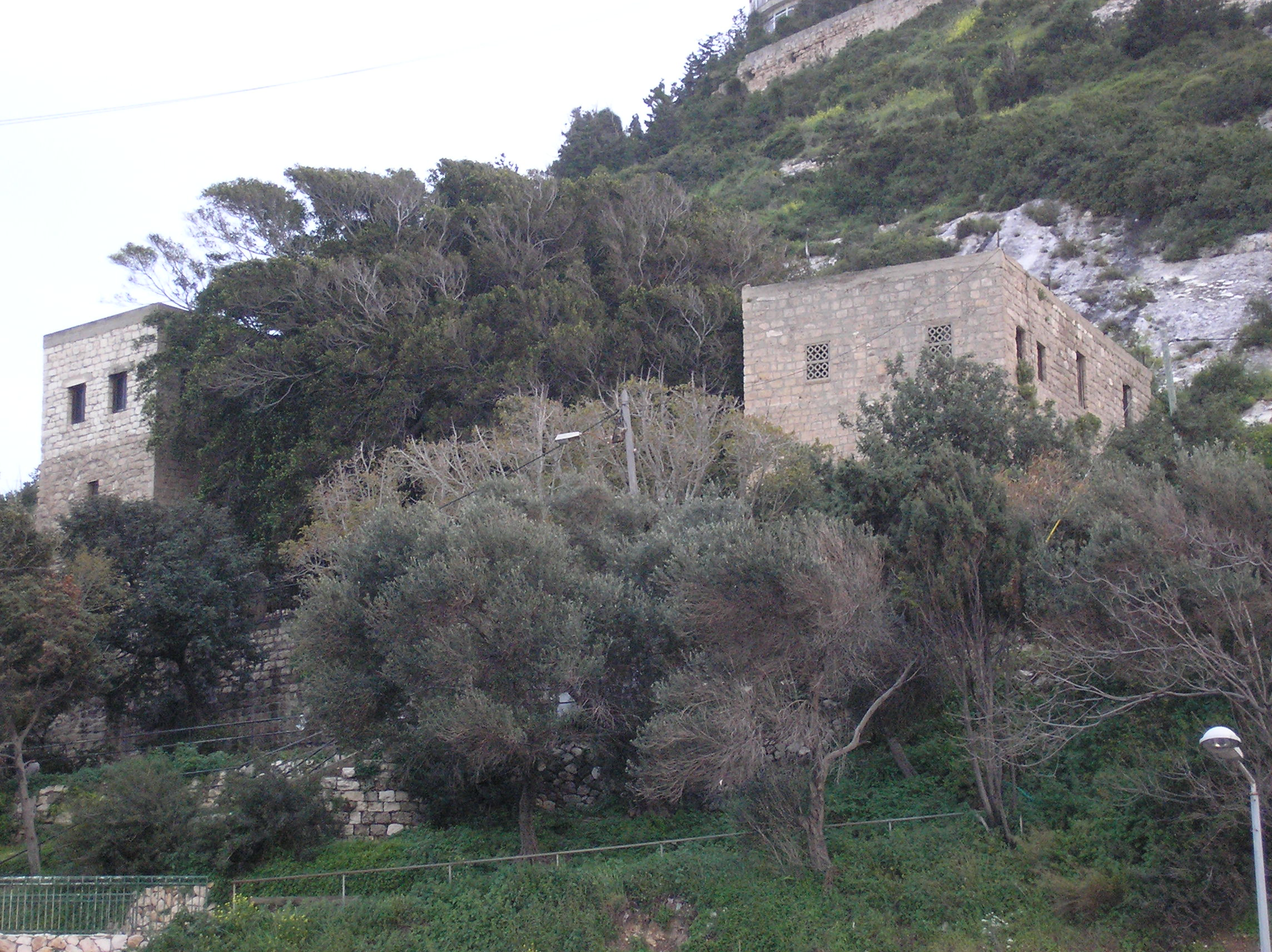
Peștera profetului Ilie, Muntele Carmel, Israel

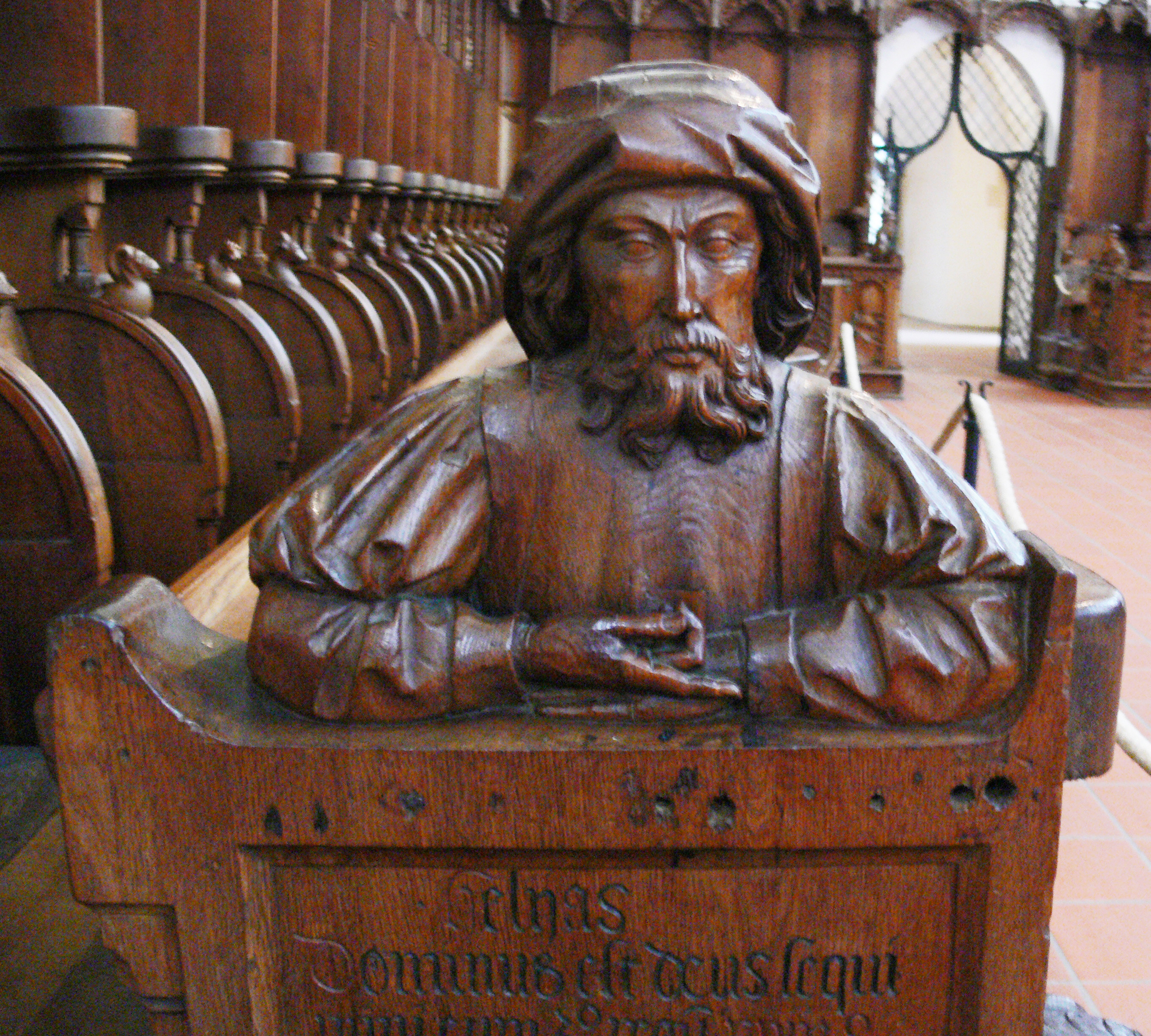
Sf. Ilie, sculptură în lemn de en, 1493, de, Germania.

Sfântul Ilie l-a abordat în chip direct, purtând o aprigă luptă pentru dreapta credință a poporului, care, prin exemplu mai marilor săi, era târât în idolatrie. La cuvintele Profetului, o secetă groaznică se abătu atunci, ca febra, asupra pământului: totul fu secat, devastat, ars ; bărbații, femeile, copiii, animalele domestice și animalele sălbatice, toate mureau din lipsa hranei, izvoarele secau, plantele se ofileau și nimic nu scăpa urgiei îngăduite de Dumnezeu, cu speranța că foametea va face pe poporul lui Israel să se căiască și să se întoarcă la credință.
Din porunca lui Dumnezeu, Prorocul, acoperit cu o piele de oaie și înveșmântat cu piele de vițel, părăsi ținutul lui Israel și se duse la râul Cherit, aflat dincolo de Iordan (după tradiția bisericească, în acest loc a fost ridicată apoi Mănăstirea Hozeva, care mai există și astăzi, și unde a trăit și Sfântul Ioan Iacob Hozevitul). Se adăpa cu apa cascadei, iar Domnul îi trimise corbi - animale pe care evreii le considerau impure și care aveau reputația unei mari cruzimi față de progeniturile lor - pentru a-i duce pâine dimineața și carne seara, ca să trezească în proroc mila pentru poporul care suferea. Când cascada secă, Dumnezeu își trimise slujitorul său la Sarepta din Sidon, lăsându-l să vadă de-a lungul drumului efectele dezastruoase ale secetei, pentru a trezi încă o dată în el milă. Ilie ajunse la o văduvă săracă, păgână, care aduna lemne pentru a coace pâine pentru ea și fiul ei. În ciuda sărăciei, ea puse înainte de toate datorate ospitalității și îndată ce Prorocul i-o ceru, ea îi pregăti o pâine, cu făina și uleiul pe care le mai avea. Primi fără întârziere răsplata ospitalității sale: la cuvântul prorocului, covata sa cu făină și urciorul cu ulei nu se mai goliră până la revenirea ploii. Trecuseră câteva zile de când Ilie era găzduit la această văduvă, când fiul ei muri. Cum femeia, în durerea ei, îl acuza pe omul lui Dumnezeu că ar fi adus nenorocirea asupra casei ei, Ilie îl luă pe copil, îl urcă la etaj acolo unde locuia el și după ce a suflat de trei ori asupra trupului neînsuflețit chemându-l cu strigăte puternice pe Dumnezeu, el îl înapoie pe tânărul băiat viu mamei sale, profețind astfel învierea morților.
Ajuns prin râvna sa pe culmea cea mai de sus a virtuții, Sf. Proroc Ilie nu a trecut la cele veșnice, ci a fost ridicat la cer fiind considerat demn de a vedea față în față slava Dumnezeului întrupat, alături de Moise și de cei trei Apostoli în ziua Schimbării la față (cf. Matei 17). Sfârșitul lui Ilie este prezentat ca o minune care s-a petrecut cu puterea lui Dumnezeu, pe Care Ilie L-a slujit cu multă autoritate. Se spune că, simțind el că zilele pe pământ sunt numărate, și-a ales ca succesor pe Elisei. Atât de mare a fost personalitatea lui, încât Domnul i-a făcut această favoare de a se muta din viața aceasta pământească la viața cea cerească, fără a trece prin poarta morții. Este a doua personalitate a Vechiului Testament care s-a înălțat cu trupul la cer. Minunea a fost văzută de către ucenicul său, iar el s-a înălțat la cer pe o căruță de foc trasă de cai.

## În Noul Testament
În Noul Testament Isus face referire la el spunând despre Ioan Botezătorul că este Ilie care va să vină (Matei 11:14). Evanghelia după Matei îl menționează și în 17:3, Evanghelia după Marcu în 9:4 și Evanghelia după Luca în 9:30.

## Ziua onomastică
Este sărbătorit în Biserica Catolică și în Biserica Ortodoxă pe 20 iulie. Această zi este mare sărbătoare pentru Ordinul carmelit. În România peste 120.000 de persoane (cca 0,55% din totalul populației) poartă numele Sfântului Ilie.
Sfântul Ilie este considerat și patronul apicultorilor: în această zi, la sate, apicultorii recoltau mierea de albine, activitate cunoscută sub denumirea de „retezatul stupilor”.
Sfântul Ilie este ocrotitorul Forțelor Aeriene Române.

## Vezi și
- Învierea fiului văduvei din Sarepta Sidonului